# West Indies Cricket Team in England in der Saison 2000
Die Tour des West Indies Cricket Team nach England in der Saison 2000 fand vom 2. Juni bis zum 4. September 2000 statt. Die internationale Cricket-Tour war Teil der internationalen Cricket-Saison 2000 und umfasste fünf Test Matches. England gewann die Testserie 3–1.

## Vorgeschichte
England spielte zuvor eine Tour gegen Simbabwe, die West Indies ein Drei-Nationen-Turnier.
Das letzte Aufeinandertreffen der beiden Mannschaften bei einer Tour fand in der Saison 1997/98 in den West Indies statt.

## Stadien
Für die Tour wurden folgende Stadien als Austragungsorte vorgesehen.
| Stadion                     | Stadt      | Kapazität | Spiele  |
| --------------------------- | ---------- | --------- | ------- |
| Edgbaston Cricket Ground    | Birmingham | 24.803    | 1. Test |
| Headingley Stadium          | Leeds      | 17.000    | 4. Test |
| The Oval                    | London     | 23.500    | 5. Test |
| Lord’s Cricket Ground       | London     | 30.000    | 2. Test |
| Old Trafford Cricket Ground | Manchester | 19.000    | 3. Test |

## Kader
Die West Indies benannten ihren Kader am 22. Mai 2000.
| Test | Test |
| England | West Indies |
| --- | --- |
| - Nasser Hussain (K) - Mike Atherton - Andy Caddick - Dominic Cork - Robert Croft - Andrew Flintoff - Ed Giddins - Ashley Giles - Darren Gough - Graeme Hick - Matthew Hoggard - Nick Knight - Alan Mullally - Mark Ramprakash - Alec Stewart (wk) - Graham Thorpe - Marcus Trescothick - Michael Vaughan - Craig White | - Jimmy Adams (K & wk) - Curtly Ambrose - Sherwin Campbell - Shivnarine Chanderpaul - Corey Collymore - Chris Gayle - Adrian Griffith - Wavell Hinds - Ridley Jacobs - Reon King - Brian Lara - Nixon McLean - Mahendra Nagamootoo - Franklyn Rose - Ramnaresh Sarwan - Courtney Walsh |

## Tour Matches
| 2. – 4. Juni Scorecard | Worcester | West Indians 164 (62.2) & 301-9d (98) | – | Worcestershire 232 (64.4) |
|                        |           | Remis                                 |   |                           |

| 6. – 8. Juni Scorecard | Cardiff | West Indians 176 (75.1) & 97 (50.1) | – | Glamorgan 140 (68.4) & 113 (58.3) |
|                        |         | West Indians gewinnt mit 20 Runs    |   |                                   |

| 25. Juni Scorecard | Southampton | Hampshire 189 (49.1)               | – | West Indians 190-6 (49.2) |
|                    |             | West Indians gewinnt mit 4 Wickets |   |                           |

| 24. – 26. Juli Scorecard | Leeds | Yorkshire 126 (63) & 94 (36.5)      | – | West Indians 209 (87.1) & 12-0 (5.2) |
|                          |       | West Indians gewinnt mit 10 Wickets |   |                                      |

| 28. – 30. Juli Scorecard | Leicester | Leicestershire 333-7d (94) & 26-3 (7) | – | West Indians 414 (123) |
|                          |           | Remis                                 |   |                        |

| 9. – 11. August Scorecard | Derby | West Indians 390-9d (106) & 221-8d (52) | – | Derbyshire 242-5d (79.4) & 145 (54.2) |
|                           |       | West Indians gewinnt mit 224 Runs       |   |                                       |

| 23. – 26. August Scorecard | Taunton | Somerset 488 (135.5) & 240-6d (69) | – | West Indians 290 (90.2) & 169 (55) |
|                            |         | Somerset gewinnt mit 269 Runs      |   |                                    |

| 28. August Scorecard | Wormsley | West Indians 246-3d (42) | – | Sir Paul Getty’s Invitation XII 126-9 (38) |
|                      |          | Remis                    |   |                                            |

## Test Matches

### Erster Test in Birmingham
| 15. – 17. Juni Scorecard | Birmingham | England 179 (69) & 125 (58)                       | – | West Indies 397 (136.5) |
|                          |            | West Indies gewinnt mit einem Innings und 93 Runs |   |                         |

### Zweiter Test in London (Lord’s)
| 29. Juni – 1. Juli Scorecard | London | West Indies 267 (89.3) & 54 (26.4) | – | England 134 (48.2) & 191-8 (69.5) |
|                              |        | England gewinnt mit 2 Wickets      |   |                                   |

### Dritter Test in Manchester
| 3. – 7. August Scorecard | Manchester | West Indies 157 (71.1) & 438-7d (155) | – | England 303 (97.2) & 80-1 (33.4) |
|                          |            | Remis                                 |   |                                  |

### Vierter Test in Leeds
| 17. – 18. August Scorecard | Leeds | West Indies 172 (48.4) & 61 (26.2)            | – | England 272 (81.5) |
|                            |       | England gewinnt mit einem Innings und 39 Runs |   |                    |

### Fünfter Test in London (Oval)
| 31. August – 4. September Scorecard | London | England 281 (123.4) & 217 (108) | – | West Indies 125 (50.5) & 215 (70) |
|                                     |        | England gewinnt mit 158 Runs    |   |                                   |

## Statistiken
Die folgenden Cricketstatistiken wurden bei dieser Tour erzielt.
| Tests            | Tests       | Tests   | Tests   | Tests   | Tests   | Tests   | Tests   | Tests   |
| Batting          | Batting     | Batting | Batting | Batting | Batting | Batting | Batting | Batting |
| Spieler          | Mannschaft  | Spiele  | Innings | Runs    | Average | HS      | 100s    | 50s     |
| ---------------- | ----------- | ------- | ------- | ------- | ------- | ------- | ------- | ------- |
| Mike Atherton    | England     | 5       | 9       | 311     | 34,55   | 108     | 1       | 1       |
| Sherwin Campbell | West Indies | 5       | 9       | 270     | 30,00   | 82      | 0       | 3       |
| Brian Lara       | West Indies | 5       | 9       | 239     | 26,55   | 112     | 1       | 1       |
| Jimmy Adams      | West Indies | 5       | 9       | 220     | 24,44   | 98      | 0       | 2       |
| Alec Stewart     | England     | 5       | 8       | 195     | 24,37   | 105     | 1       | 0       |
| Bowling          |             |         |         |         |         |         |         |         |
| Spieler          | Mannschaft  | Spiele  | Overs   | Wickets | Average | BBI     | 5W      | 10W     |
| Courtney Walsh   | West Indies | 5       | 220.2   | 34      | 12,82   | 6/74    | 2       | 1       |
| Darren Gough     | England     | 5       | 173.5   | 25      | 21,20   | 5/109   | 1       | 0       |
| Andy Caddick     | England     | 5       | 170.5   | 22      | 19,18   | 5/14    | 2       | 0       |
| Dominic Cork     | England     | 4       | 109.5   | 20      | 12,25   | 4/23    | 0       | 0       |
| Curtly Ambrose   | West Indies | 5       | 181.1   | 17      | 18,64   | 4/30    | 0       | 0       |

## Player of the Series
Als Player of the Series wurden die folgenden Spieler ausgezeichnet.
| Serie | Player of the Series        |
| ----- | --------------------------- |
| Test  | Darren Gough Courtney Walsh |

### Player of the Match
Als Player of the Match wurden die folgenden Spieler ausgezeichnet.
| Spiel   | Player of the Match |
| ------- | ------------------- |
| 1. Test | Courtney Walsh      |
| 2. Test | Dominic Cork        |
| 3. Test | Alec Stewart        |
| 4. Test | Michael Vaughan     |
| 5. Test | Mike Atherton       |